# Rather Die Young
"Rather Die Young" là một bài hát của nữ ca sĩ Beyoncé cho album phòng thu thứ tư của cô, 4 (2011). Bài hát được viết bởi Knowles, Jeff Bhasker, Luke Steele, sự phát triển của bài hát đã được thúc đẩy bởi một thực tế rằng Knowles muốn một bài hát mà có thể giúp mọi người đi qua cả những khoảnh khắc đau đớn và hạnh phúc của họ. "Rather Die Young" là một bản R&B - soul ballad điện tử với âm điệu của nhạc cụ tổng hợp, đàn piano, guitar, trống, được lấy cảm hứng từ tác phẩm của nhóm nhạc người Mỹ Earth, Wind & Fire. Về ca từ, bài hát nói về sự bất lực để chống lại những gì trái tim mong muốn. Nhân vật nữ hát cho một tình yêu lãng mạn, người mà cô ví như diễn viên người Mỹ James Dean và nói với anh rằng cô thích chết hơn là sống mà không có anh.

## Biểu diễn trực tiếp
Knowles đã biểu diễn "Rather Die Young" trực tiép lần đầu tiên vào 14 tháng 8 năm 2011 trong show 4 Intimate Nights with Beyoncé của cô, tại Roseland Ballroom, ở thành phố New York. Cô ấy đã biểu diễn bài hát trước mặt 3,500 người; cô mặc một chiếc váy vàng, đứng sau cô là tất cả những nhóm nhạc nữ và ca sĩ đã ủng hộ cô, được gọi là Mamas. Bài hát còn có mặt trong album trực tiếp 2011 của cô Live at Roseland: Elements of 4.

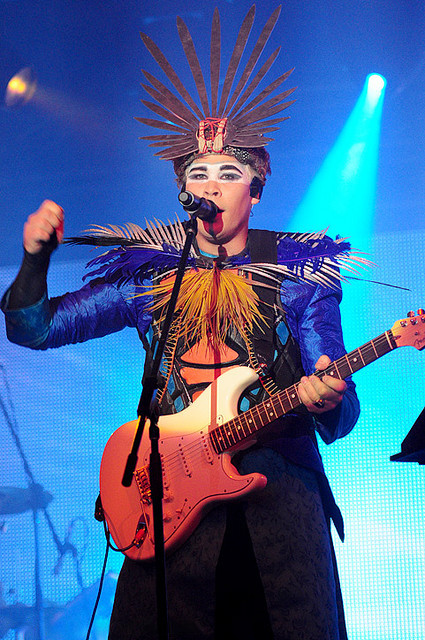
Luke Steele (hình) cùng viết "Rather Die Young" với Knowles và Jeff Bhasker.

## Xếp hạng
Bán được 15,161 lượt tải, "Rather Die Young" mở đầu tại vị trí số 37 trên South Korea Gaon International Singles Chart trong tuần lễ ngày 2 tháng 7 năm 2011.
| Bảng xếp hạng (2011)                         | Vị trí cao nhất |
| -------------------------------------------- | --------------- |
| South Korea Gaon International Singles Chart | 37              |